# 2,2-Dichloro-1,1,1-trifluoroéthane
Le 2,2-dichloro-1,1,1-trifluoroéthane ou HCFC-123 est considéré comme une alternative au trichlorofluorométhane dans les systèmes de réfrigération basse pression et CVC. Il ne devrait pas être utilisé dans la lutte contre l'incendie, les processus de gonflement de mousse et les applications comme solvant.
Son potentiel de déplétion ozonique vaut 0,02 et son potentiel de réchauffement global 90.
Les réservoirs de stockage du HCFC-123 devraient être gris clair.
Ses isomères sont le 1,2-dichloro-1,1,2-trifluoroéthane (R-123a, numéro CAS 354-23-4) et le 1,1-dichloro-1,2,2-trifluoroéthane (R-123B, numéro CAS 812-04-4).